# Jonathan (bande dessinée)
Pour les articles homonymes, voir Jonathan.
Jonathan est une série de bande dessinée de Cosey publiée dans Tintin à partir de 1975. C'est aussi le nom de son personnage principal ainsi nommé par Cosey en hommage à Jonathan Livingston. Elle compte en 2021 dix-sept albums, publiés par Le Lombard entre 1977 et 2021.

## Synopsis
Jonathan est un occidental qui parcourt l'Himalaya, à travers l'Inde du Nord et le Népal. Ses pérégrinations lui font traverser le Tibet occupé, rencontrer de nombreux personnages, passer dans des lieux réels comme Leh, Srinagar, Katmandou ou Lhassa. Les aventures de Jonathan sont fortement marquées par des aspects à la fois amoureux (c'est la cause initiale de son départ pour l'Himalaya), amicaux, esthétiques (avec le colonel dans L'Espace bleu entre les nuages, puis Kate dont la rencontre initiale est marquée par l'achat manqué d'une thangka), politiques et spirituels (avec son soutien à la cause tibétaine, et une méfiance constante vis-à-vis du gouvernement chinois).

## Les personnages

### Jonathan
Suisse d'une vingtaine d'années. Comme Cosey, il pratique le ski, la moto trial, aime lire des Védas, Jung, Woody Allen et des bandes dessinées. Il entretient une correspondance imaginaire avec certains de ces auteurs. Au fil des années et de sa curiosité, il acquiert une très bonne connaissance de la culture et de la littérature indienne. Ses yeux bleus lui valent le surnom de « yeux clairs » par les Népalais. Rêveur et contemplatif, il est avare de paroles.
Il part dans l'Himalaya à la recherche d'un amour d'enfance : Saïcha. Mais la mémoire de Jonathan a effacé le souvenir de la mort de Saïcha lors d'un bombardement chinois. Ayant retrouvé la mémoire, Jonathan reste en Inde pour venger son amie, faire son deuil. La rencontre qu'il fait avec le pilote chinois responsable de la mort de Saïcha lui permettra de passer un cap. Il reste ensuite pour se reconstruire, parce qu'il ne peut plus rentrer, parce qu'il aime ce pays. Il se déplace beaucoup, effectue quelques petits métiers pour survivre : paysan dans un village, guide, commerçant itinérant, fromager. Il vit chez l'habitant, à l'hôtel ou dans de petites locations.
Chacune de ses nombreuses rencontres est à l'origine d'un album. Drolma, l'enfant sauvage qu'il parvient à apprivoiser tient une place particulière. Ils cheminent ensemble, elle devient un peu sa fille adoptive. Il veille à son éducation, l'envoie à l'école. Avec les autres Jonathan est toujours prêt à rendre service, à comprendre.

### Drolma
Drolma est la « fille adoptive » de Jonathan. C'est une petite fille à la peau brune et aux longs cheveux noirs.
À l'origine, elle est la fille de dirigeants bourgeois tibétains de la banlieue de Lhassa. Elle découvre ses parents tués par les Chinois, s'enfuit et vit en sauvage dans les montagnes entourées de rhododendrons. Elle cueille des fruits ou en vole. Puis elle rencontre Jonathan, dans l'album Pieds nus sous les rhododendrons.

## Publications

### Tintin
1. Souviens-toi, Jonathan, 1975.
2. Et la montagne chantera pour toi, 1976.
3. Pieds nus sous les rhododendrons, 1977.
4. Le Berceau du Bodhisattva, 1977-1978.
5. L'Espace bleu entre les nuages, 1978.
6. Douniacha, il y a longtemps…, 1979.
7. Kate, 1980.
8. Le Privilège du serpent, 1981.
9. Neal et Sylvester, 1982.

### Albums
1. Souviens-toi, Jonathan, 1977.
2. Et la montagne chantera pour toi, 1977.
3. Pieds nus sous les rhododendrons, 1978.
4. Le Berceau du Bodhisattva, 1979.
5. L'Espace bleu entre les nuages, 1980 (Grand Prix Saint-Michel 1979).
6. Douniacha, il y a longtemps…, 1980.
7. Kate, 1981 (Alfred du meilleur album du festival d'Angoulême 1982).
8. Le Privilège du serpent, 1982.
9. Neal et Sylvester, 1983.
10. Oncle Howard est de retour, 1985.
11. Greyshore Island, 1986.
12. Celui qui mène les fleuves à la mer, 1997.
13. La Saveur du Songrong, 2001.
14. Elle ou dix mille lucioles, 2008 (sélection officielle du festival d'Angoulême 2009).
15. Atsuko, 2011.
16. Celle qui fut, 2013.
17. La Piste de Yéshé, 2021.

### Hors-série
1. Une autobiographie imaginaire en BD, 2011.

### Intégrales
- 1 Jonathan, intégrale 1, Le Lombard,  (ISBN 978-2803625437), septembre 2009
(reprend les albums Souviens-toi, Jonathan, Et la montagne chantera pour toi, Pieds nus sous les Rhododendrons)
- 2 Jonathan, intégrale 2, Le Lombard,  (ISBN 978-2803625932), novembre 2009
(reprend les albums Le Berceau du Bodhisattva, L'Espace bleu entre les nuages, Douniacha, il y a longtemps…)
- 3 Jonathan, intégrale 3, Le Lombard,  (ISBN 978-2803626670), février 2010
(reprend les albums Kate, Le Privilège du serpent, Neal et Sylvester)
- 4 Jonathan, intégrale 4, Le Lombard,  (ISBN 978-2803626786), juin 2010
(reprend les albums Oncle Howard est de retour, Greyshore Island, Celui qui mène les fleuves à la mer)
- 5 Jonathan, intégrale 5, Le Lombard,  (ISBN 978-2803627431), novembre 2010
(reprend les albums La Saveur du Songrong, Elle ou dix mille lucioles)
- 6 Jonathan, intégrale 6, Le Lombard,  (ISBN 978-2803670185), janvier 2018
(reprend les albums Atsuko, Celle qui fut)

## Éditeurs
- Le Lombard